# Guillermo Gorostiza
Guillermo Gorostiza Paredes (Santurtzi, 15 febbraio 1909 – Bilbao, 23 agosto 1966) è stato un calciatore spagnolo, di ruolo attaccante.
Morì nel 1966 a 57 anni di età per tubercolosi.

## Carriera

### Club
Attaccante basco, debuttò nel 1927 club storico dell'Arenas, venendo acquistato nella stagione successiva dall'Athletic Bilbao.
A causa del servizio militare venne mandato in prestito per una stagione al Racing Ferrol, al termine della quale tornò con i baschi dell'Athletic.
Con questa maglia divenne un punto di riferimento dell'attacco, accanto a Lafuente, Iraragorri, Bata e Chirri II.
Con questo club vinse il campionato spagnolo 4 volte, altrettante coppe di Spagna e due Pichichi come capocanniere nella stagione 1929-1930 (19 reti) e 1931-1932 (12 gol).
Nel 1940 firmò per il Valencia CF, con cui vinse due campionati ed una coppa di Spagna. Segnò il gol numero 500 del Valencia in prima divisione.
Nel 1946 passò al Barakaldo e nel 1948 al Logrono, dove svolse la mansione di giocatore e allenatore. Si ritirò nel club asturiano del Juvencio Trubia.
In totale ha giocato 257 partite in Prima divisione siglando 185 reti.

### Nazionale
È stato convocato con la nazionale spagnola in 19 occasioni, segnando due reti. Il suo debutto come giocatore risale al 14 giugno 1930 nella partita Cecoslovacchia-Spagna 2-0
Ha inoltre partecipato al Campionato mondiale di calcio 1934.

## Palmarès

### Club
- Campionato spagnolo: 6

Athletic Club: 1929-1930, 1930-1931, 1933-1934 1935-1936
Valencia: 1941-1942, 1943-1944,
- Coppa di Spagna: 5

Athletic Club: 1930, 1931, 1932, 1933
Valencia: 1941

### Individuale
- Capocannoniere della Liga: 2

Athletic Club: 1929-1930 e 1931-1932